# Ripple Connect
Ripple Connect（リップルコネクト）とは、Ripple Consensus Ledger（以降、RCLと呼ぶ）のネットワークに接続するためのコンポーネントで、銀行の国際間リアルタイム支払い処理に利用する。
銀行は、リップルコネクトを用いることでKYC（Know Your Customer：顧客の本人確認情報）、手数料、資金引き渡しに必要な所要時間等を取引の実行前に知ることが出来る。また、リップルコネクトはリップルネットワークを介して最良な為替レートを取得し、支払い者に提示する。
支払者が為替レートを許諾した場合には、支払い処理が実行される。
この支払い処理には固有の識別子が付与され、送金側と着金側の双方の銀行はこの取引の処理状況をモニターすることができる。

## Ripple Connectの利用目的
SBIホールディングスが2016年1月29日発表したニュースリリースによると、海外送金に関する決済インフラが抱える、高い送金コスト、送金の不確実性等の問題を解決するためにRipple Connectを用いるとされている。
Ripple Connectでは、中継銀行を通すことなく、送金側と着金側をマーケットメーカーで直結させることで手数料の大幅な削減、取引時間の大幅な短縮を実現するとともに、決済ルートの短縮化により、送金側にとってはプロセスの可視化、追跡が簡単になる。

## Ripple Connectを利用した処理の概要
RippleConnectは３つの処理を実行する。
1. 送金側と着金側のRippleConnectによるKYC、手数料、送金所要時間等の情報確認
2. RippleConnectとリップルネットワーク間の為替レート確認
3. リップルネットワークを介した送金、着金

## Ripple Connectのアーキテクチャ

### システム構成
- Ripple Connectは、金融機関の自社運用ツールとして、ファイアウォールの内側に設置する
- 複数のRipple Connectインスタンスと負荷分散装置が連携することで、支払いの量に合わせてシステムの処理能力を拡張することができる

### 通信方式
- Ripple Connectは、外部との通信接続にプロキシーサーバーを用いることで、通信を管理・保護することができる
- Ripple Connectと金融機関内部のシステムは、REST APIを介してHTTPS通信を行う
- Ripple Connectは、送金側と着金側の銀行間取引の事前処理を、HTTPS通信で実行する
- Ripple ConnectとRCL内のrippled間の通信は、Secure WebSocket Protocol で実行する

### システム要件
| 要素                     | 仕様                                             |
| ------------------------ | ------------------------------------------------ |
| オペレーティングシステム | Red Hat Enterprise Linux 7.1 or 6.7 x86 (64-bit) |
| メモリ                   | 4GB                                              |
| CPU                      | 2 Cores                                          |
| データベース             | PostgreSQL、 Microsoft® SQL Server® 2012         |

## その他のRippleシステム中核モジュール
- 分散元帳
- クライアントAPI
- FXトレードモジュール